# Nikolaus V. (Werle)
Nikolaus V. Herr zu Werle [-Goldberg und Waren] (* nach 1341 und vor 1383 oder 1385; † nach dem 21. Januar 1408) war von 1385/95 bis 1408 Herr zu Werle-Goldberg und Waren.
Er war der Sohn von Johann VI. von Werle und Agnes, der Tochter des Nikolaus IV. von Werle-Goldberg.
Er regierte erst zusammen mit seinem Vater und nach dessen Tod bis 1401 allein, dann mit seinem Bruder Christoph gemeinschaftlich über die Herrschaft Werle [-Goldberg und Waren]. Nach 1397 heiratete er Sophie († vor dem 21. August 1408), Tochter von Bogislaw VI. von Pommern-Wolgast. Sie war die Witwe des Schweriner Herzogs Erich. Er wurde im Doberaner Münster bestattet.
Seine Tochter Jutta (Judith) war mit Heinrich, Herzog zu Mecklenburg [-Stargard] verheiratet.